# Cagliari Calcio
Cagliari Calcio ist ein italienischer Fußballverein aus der sardischen Hauptstadt Cagliari. Weitere Bezeichnungen sind sardisch Casteddu und I Rossoblù (deutsch „Die Rot-Blauen“).
Die Heimspielstätte ist das Unipol Domus, welches Platz für rund 16.000 Zuschauer bietet. Das alte Stadio Sant’Elia wurde 2017 geschlossen, um an gleicher Stelle ein neues Stadion zu errichten. Als geplanter Baubeginn wurde 2023 ausgegeben, mit Fertigstellung zur Saison 2025/26.

## Geschichte
Der Verein wurde 1920 gegründet und erzielte seinen größten Erfolg im Jahr 1970 mit dem Gewinn der italienischen Meisterschaft.
Obwohl Cagliari Calcio in seiner heutigen Form erst 1934 entstand, gilt als offizielles Gründungsdatum der 20. August 1920. An jenem Tag gründete eine Gruppe von Studenten der Universität Cagliari den FC Cagliari, der sich bereits vier Jahre später mit dem Klub US Italia zum Club Sportivo Cagliari zusammenschloss und bis zur Auflösung im Jahr 1934 nur regional bedeutend war. Noch im gleichen Jahr entstand der Verein als Unione Sportiva Cagliari (US Cagliari) neu und pendelte in den Nachkriegsjahren zunächst zwischen den Serien B und C (2. und 3. Liga), ehe ihnen 1964 mit dem Aufstieg in die Serie A der sportliche Durchbruch gelang.
US Cagliari etablierte sich schnell in der obersten italienischen Spielklasse und erreichte 1970 mit dem italienischen Meistertitel den bis dato größten Vereinserfolg, nachdem sie im Jahr zuvor bereits Vizemeister geworden waren. Maßgeblichen Anteil daran hatte der Sturmstar Luigi „Gigi“ Riva, bis heute größtes Idol der Cagliari-Fans und noch heute Rekordtorschütze nicht nur des sardischen Klubs, sondern auch der italienischen Nationalmannschaft. Im Europapokal konnten sie in diesen Jahren jedoch nicht an die nationalen Erfolge anknüpfen. Zuerst scheiterte Cagliari nach der Vizemeisterschaft in der zweiten Runde des UEFA-Pokals am FC Carl Zeiss Jena (DDR) und ein Jahr später im Europapokal der Landesmeister am spanischen Vertreter Atlético Madrid. Der größte Erfolg auf dieser Ebene war das Erreichen des UEFA-Pokal-Halbfinals im Jahr 1994, wo sie am Liga-Konkurrenten Inter Mailand (3:2, 0:3) scheiterten, nachdem sie im Viertelfinale bereits einen anderen italienischen Vertreter, Juventus Turin (1:0, 2:1), überraschend ausgeschaltet hatten.

### Stadionumzug, Rückkehr und Bau des neuen Stadions
Am 16. Mai 2012 erklärten die Behörden das Stadio Sant’Elia wegen Sicherheitsmängeln für eine Gefahr für die Allgemeinheit. Die letzten Spiele der Saison 2011/12 trug Cagliari im Stadio Nereo Rocco in Triest aus. Zur Saison 2012/13 zog Cagliari Calcio vorerst für drei Jahre als Übergangslösung in das Stadio Is Arenas nach Quartu Sant’Elena um, welches für die Ansprüche der Serie A umgebaut wurde. Der Wechsel löste das Stadionproblem jedoch nicht. Von Anfang an gab es Sicherheitsbedenken am Stadio Is Arenas und die Genehmigung wurde teilweise verweigert. Noch vor Ende der Saison 2012/13 verließ der Verein die Spielstätte und nutzte noch einmal das Triester Stadio Nereo Rocco für die letzten Partien. Nach Verhandlungen von Cagliari Calcio mit der Stadt einigte man sich auf die Rückkehr des Vereins in seine alte Spielstätte. Die ersten Heimspiele der Saison 2013/14 musste man in Triest austragen, bevor man im Oktober 2013 ins Stadio Sant’Elia zurückkehrte. An der Stelle des jetzigen Stadions soll ab der Saison 2023/24 eine neue Arena stehen, die über ein Fassungsvermögen von 25.200 Zuschauern verfügen soll. Die Kosten der Bauarbeiten sollen 55 Millionen Euro betragen. Da es einer Übergangsspielstätte bedarf und man seine Heimspiele auch weiterhin auf Sardinien austragen wollte, wurde für den Zeitraum der Bauarbeiten ein Ersatzstadion auf den Parkplätze neben dem Sant’Elia errichtet. Dafür wurde die Haupttribüne des alten Stadio Is Arenas genutzt. Das temporäre Stadion fasst 16.416 Zuschauer und steht ab der Saison 2017/18 zur Verfügung. Der Aufbau des Unipol Domus hat rund acht Millionen Euro gekostet.
Im Juli 2022 stellte Cagliari Calcio die endgültigen Pläne für die neue Cagliari Arena vor. Sie sollen innerhalb weniger Monate von den Behörden der Stadt genehmigt werden. Darauf folgt das öffentliche Ausschreibungsverfahren mit einer internationalen Ausschreibung für die maximale Dauer von 90 Tagen, um die 50-jährige Betriebskonzession vergeben zu können. Nach dem Abriss des alten Stadiongeländes kommen 25 Monate für die Bauarbeiten hinzu. Der Zeitplan des Projekts sieht die rechtzeitige Fertigstellung zur Saison 2025/26 vor. Die neue Heimspielstätte neben dem Unipol Domus soll 25.000 Plätze bieten (erweiterbar auf 30.000) und derzeit auf 125 bis 130 Mio. Euro Baukosten veranschlagt ist. Ende Juli 2020 ging der Club eine Partnerschaft mit dem Istituto per il Credito Sportivo (deutsch Institut für Sportkredite) ein, um die Finanzierung des Baus zu unterstützen. Der Entwurf stammt von den beiden Architekturbüros Sportium und Manica Architecture.

## Daten und Fakten

### Vereinserfolge
- Italienische Meisterschaft: 1969/70
- Meister der Serie B: 2015/16
- Meister der Serie C: 1951/52
- Meister der Serie C1: 1961/62, 1988/89
- Coppa Italia Lega Pro: 1988/89
- Meister der Prima Divisione (damalige dritte Liga): 1930/31

### Personal

#### Kader der Profimannschaft (2024/25)
Stand: 28. Mai 2025
| Nr. |             | Position | Name               |
| --- | ----------- | -------- | ------------------ |
| 1   | Italien     | TW       | Giuseppe Ciocci    |
| 3   | Italien     | AB       | Tommaso Augello    |
| 6   | Italien     | AB       | Sebastian Luperto  |
| 8   | Frankreich  | MF       | Michel Ndary Adopo |
| 9   | Rumänien    | ST       | Florinel Coman     |
| 10  | Italien     | MF       | Nicolas Viola      |
| 14  | Italien     | MF       | Alessandro Deiola  |
| 16  | Italien     | MF       | Matteo Prati       |
| 18  | Rumänien    | MF       | Răzvan Marin       |
| 19  | Italien     | MF       | Nadir Zortea       |
| 21  | Tschechien  | MF       | Jakub Jankto       |
| 24  | Argentinien | AB       | José Palomino      |

| Nr. |                | Position | Name               |
| --- | -------------- | -------- | ------------------ |
| 25  | Italien        | TW       | Elia Caprile       |
| 26  | Kolumbien      | AB       | Yerry Mina         |
| 28  | Italien        | AB       | Gabriele Zappa     |
| 29  | Kongo Republik | MF       | Antoine Makoumbou  |
| 30  | Italien        | ST       | Leonardo Pavoletti |
| 33  | Slowakei       | AB       | Adam Obert         |
| 70  | Italien        | MF       | Gianluca Gaetano   |
| 71  | Albanien       | TW       | Alen Sherri        |
| 77  | Angola         | ST       | Zito Luvumbo       |
| 80  | Sambia         | ST       | Kingstone Mutandwa |
| 91  | Italien        | ST       | Roberto Piccoli    |
| 97  | Italien        | ST       | Mattia Felici      |

### Spielerrekorde

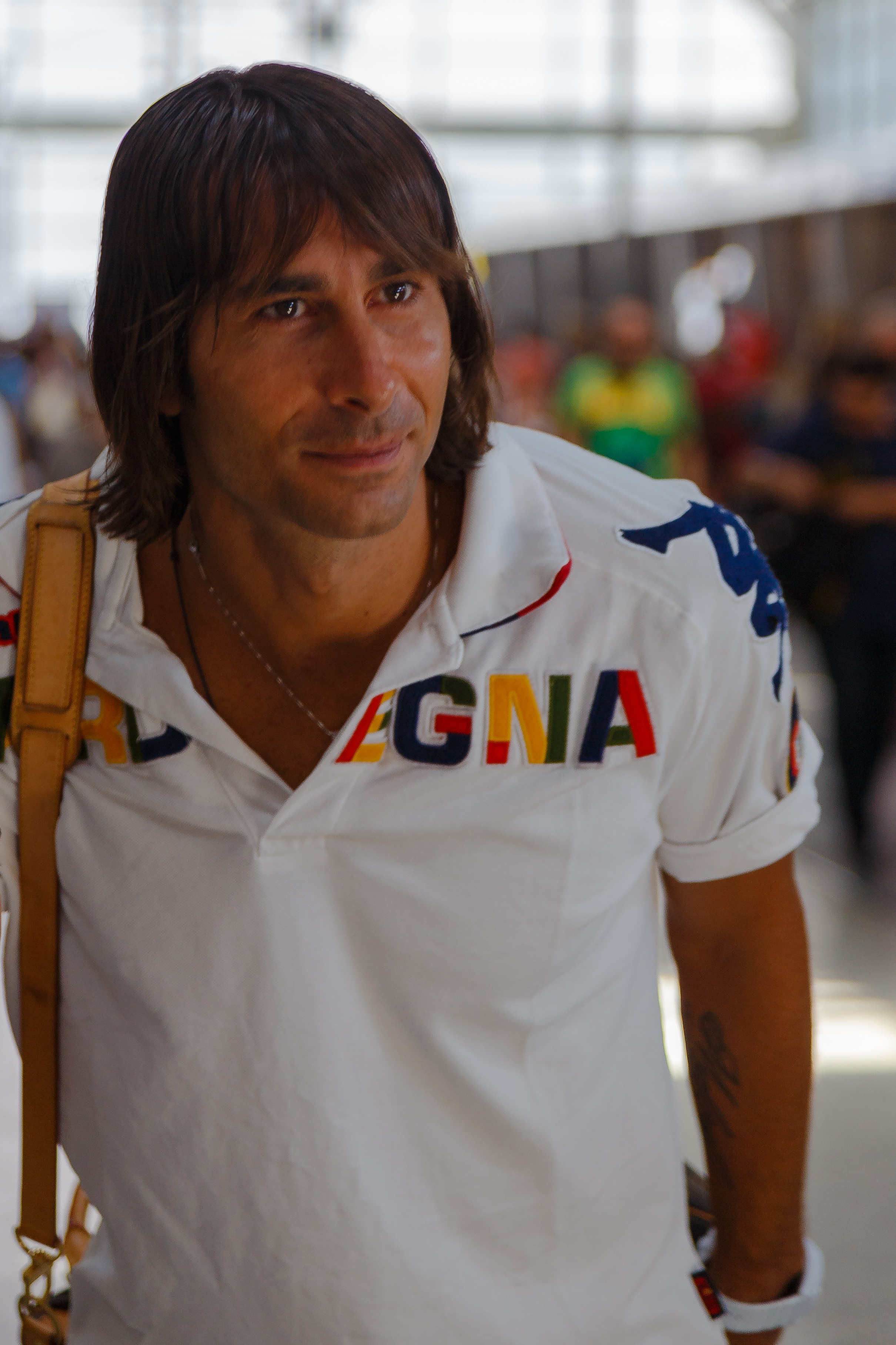
Daniele Conti

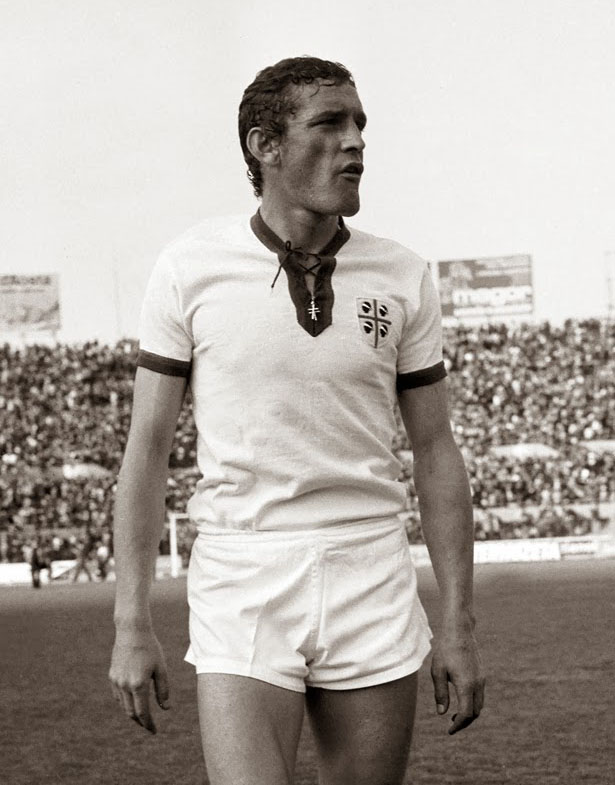
Luigi Riva

Stand: 24. Dezember 2022; Fettgedruckte Spieler sind noch aktiv. Angegeben sind alle Pflichtspiele und -tore.
| Einsätze | Einsätze           | Einsätze            | Einsätze |
| -------- | ------------------ | ------------------- | -------- |
| 1        | Daniele Conti      | 1999–2015           | 464      |
| 2        | Mario Brugnera     | 1968–1974 1975–1982 | 398      |
| 3        | Nené               | 1964–1976           | 386      |
| 4        | Luigi Riva         | 1963–1976           | 377      |
| 4        | Luigi Piras        | 1973–1987           | 377      |
| 6        | Mario Martiradonna | 1962–1973           | 359      |
| 7        | Diego López        | 1998–2010           | 349      |
| 8        | Roberto Quagliozzi | 1974–1985           | 341      |
| 9        | Oreste Lamagni     | 1971–1973 1975–1985 | 337      |
| 10       | Ricciotti Greatti  | 1963–1972           | 303      |

| Tore | Tore                | Tore                | Tore |
| ---- | ------------------- | ------------------- | ---- |
| 1    | Luigi Riva          | 1963–1976           | 198  |
| 2    | Luigi Piras         | 1973–1987           | 104  |
| 3    | David Suazo         | 1999–2007           | 102  |
| 4    | Giovanni Pisano     | 1935–1942 1944–1946 | 102  |
| 5    | João Pedro          | 2014–2022           | 84   |
| 6    | Mauro Esposito      | 2001–2007           | 65   |
| 7    | Roberto Muzzi       | 1994–1999           | 64   |
| 8    | Marco Atzeni        | 1940–1943 1944–1948 | 58   |
| 9    | Luis Oliveira       | 1992–1996 1999–2000 | 55   |
| 10   | Natale Archibusacci | 1926–1931           | 52   |

### Ehemalige Spieler
- Nelson Abeijón 1998–2006, Mittelfeldspieler, 161 Spiele, 11 Tore
- Robert Acquafresca 2007–2009, 2010/2011, Stürmer, 105 Spiele, 32 Tore
- Enrico Albertosi 1968–1974, Torwart, 177 Spiele
- Massimiliano Allegri 1993–1995, Mittelfeldspieler, 46 Spiele, 4 Tore
- Simone Barone
- Giuseppe Bellini 1976–1982, 1983–1986, Mittelfeldspieler, 194 Spiele–19 Tore
- Luigi Bertoli 1953–1959, Mittelfeldspieler, 174 Spiele, 4 Tore
- Rolando Bianchi 2003–2005, Stürmer, 39 Spiele, 4 Tore
- Pierpaolo Bisoli 1991–1997, Mittelfeldspieler, 164 Spiele, 4 Tore
- Roberto Boninsegna 1966–1969, Stürmer, 83 Spiele, 23 Tore
- Marco Branca
- Mario Brugnera 1968–1974, 1975–1982, Joker, 328 Spiele, 33 Tore
- Pierluigi Cera 1964–1973, Mittelfeldspieler, Libero, 240 Spiele, 4 Tore
- Alberto Cerri
- Antonio Chimenti
- Antonio Congiu 1956–1965, Mittelfeldspieler, 170 Spiele, 32 Tore
- Bernardo Corradi 1997 und 1999/2000, Stürmer, 22 Spiele, kein Tor
- Francesco Cozza 1996–1997, Mittelfeldspieler, 28 Spiele, 6 Tore
- Angelo Domenghini 1969–1973, Stürmer, 99 Spiele, 18 Tore
- Mauro Esposito 2001–2007, Stürmer, 199 Spiele, 58 Tore
- Gianluca Festa 1986/87, 1988–1993, 2003/04, Abwehrspieler, 182 Spiele, 2 Tore
- Valerio Fiori 1993–1996, Torwart, 82 Spiele
- Aldo Firicano 1989–1996, Abwehrspieler, 225 Spiele, 9 Tore
- Daniel Fonseca 1990–1992, Stürmer, 50 Spiele, 17 Tore
- Marco Fortin 2006–2008, Torwart, 29 Spiele
- Enzo Francescoli 1990–1993, Mittelfeldspieler, 98 Spiele, 17 Tore
- Massimo Gobbi 2004–2006, Mittelfeldspieler, 71 Spiele, 5 Tore
- Sergio Gori
- Ricciotti Greatti 1963–1972, Mittelfeldspieler, 251 Spiele, 23 Tore
- Roberto Guana
- José Óscar Herrera 1990–1995, Mittelfeldspieler, 148 Spiele, 13 Tore
- Mario Ielpo 1987–1993, Torwart, 205 Spiele
- Gennaro Iezzo 2003–2005, Torwart, 25 Spiele
- Mohamed Kallon 1998/99, Stürmer, 26 Spiele, 6 Tore
- Oreste Lamagni 1971–1973, 1975–1985, Abwehrspieler, 293 Spiele, 3 Tore
- Antonio Langella 2002–2007, Stürmer, 136 Spiele, 20 Tore
- Miguel Angel Longo 1960–1969, Libero, 242 Spiele, 2 Tore
- Silvio Longobucco 1975–1982, Abwehrspieler, 172 Spiele, 3 Tore
- Diego López 1999–2010, Verteidiger, 311 Spiele, 7 Tore
- Alberto Marchetti 1977–1983, Mittelfeldspieler, 185 Spiele, 19 Tore
- Mario Martiradonna 1962–1973, Abwehrspieler, 309 Spiele, 5 Tore
- Alessandro Matri 2007–2011, Stürmer, 125 Spiele, 36 Tore
- Gianfranco Matteoli 1990–1994, Mittelfeldspieler, 130 Spiele, 5 Tore
- Carlo Mattrel
- Patrick M’Boma 1998–2000, Stürmer, 40 Spiele, 15 Tore
- Giampaolo Menichelli
- Lorenzo Minotti 1996/97, Abwehrspieler, 18 Spiele, 2 Tore
- François Modesto
- Francesco Moriero 1992–1994, Mittelfeldspieler, 54 Spiele, 4 Tore
- Roberto Muzzi 1994–1999, Stürmer, 144 Spiele, 58 Tore
- Radja Nainggolan 2010–2014, 2019–2021, Mittelfeldspieler, 179 Spiele, 14 Tore
- Nicolò Napoli 1991–1996, Abwehrspieler, 148 Spiele, 9 Tore
- Comunardo Niccolai 1964–1976, Abwehrspieler, 225 Spiele, 4 Tore
- Luís Oliveira 1992–1996, 1999/2000, Stürmer, 145 Spiele, 46 Tore
- Fabián O’Neill 1995–2000, Mittelfeldspieler, 120 Spiele, 12 Tore
- Nené 1964–1976, Joker, 311 Spiele, 23 Tore
- Giuseppe Pancaro 1992–1998, Abwehrspieler, 99 Spiele, 5 Tore
- João Pedro 2014–2022, Stürmer, 255 Spiele, 84 Tore
- Luigi Piras 1973–1987, Stürmer, 320 Spiele, 87 Tore
- Fabrizio Poletti 1971–1974, Abwehrspieler, 64 Spiele, 1 Tor
- Ivo Pulga 1985–1991, Mittelfeldspieler, 174 Spiele, 6 Tore
- Roberto Quagliozzi 1974–1985, Mittelfeldspieler, 282 Spiele, 22 Tore
- Luigi Riva 1963–1976, Stürmer, 289 Spiele, 156 Tore
- Francesco Rizzo
- Alessio Scarpi 1997–2001, Torwart, 130 Spiele
- Umberto Serradimigni 1955–1963, Mittelfeldspieler, 196 Spiele, 30 Tore
- Franco Selvaggi 1979–1982, Stürmer, 85 Spiele, 28 Tore
- Darío Silva 1995–1998, Stürmer, 89 Spiele, 20 Tore
- Mauro Simeoli 1953–1960, Abwehrspieler, 173 Spiele, 1 Tore
- David Suazo 1999–2007, Stürmer, 254 Spiele, 94 Tore
- Mario Tiddia 1958–1968, Abwehrspieler, 210 Spiele, kein Tor
- Julio César Uribe 1982–1985, Mittelfeldspieler, 69 Spiele, 11 Tore
- Mauro Valentini 1983–1991, Abwehrspieler, 210 Spiele, 9 Tore
- Matteo Villa 1991–2001, Abwehrspieler, 264 Spiele, 10 Tore
- Mario Villa 1950–1957, Mittelfeldspieler, 179 Spiele, 3 Tore
- Pietro Paolo Virdis 1974–1977, 1980/81, Stürmer, 97 Spiele, 29 Tore
- Cristiano Zanetti 1998/99, Mittelfeldspieler, 18 Spiele, kein Tor
- Jonathan Zebina 1998–2000, Abwehrspieler, 48 Spiele, kein Tor
- Gianfranco Zola 2003–2005, Stürmer, 35 Spiele, 9 Tore

### Ehemalige Trainer
- Federico Allasio
- Massimiliano Allegri
- Daniele Arrigoni
- Davide Ballardini
- Gianfranco Bellotto
- Pierpaolo Bisoli
- Paolo Carosi
- Giuseppe Chiappella
- Franco Colomba
- Roberto Donadoni
- Ernő Erbstein
- Edmondo Fabbri
- Massimo Ficcadenti
- Massimo Giacomini
- Gustavo Giagnoni
- Marco Giampaolo
- Bruno Giorgi
- András Kuttik
- Diego López
- Giuseppe Materazzi
- Walter Mazzarri
- Carlo Mazzone
- Giorgio Melis
- Ferenc Molnár
- Giulio Nuciari
- Gregorio Pérez
- Silvio Piola
- Ivo Pulga
- Ettore Puricelli
- Carlo Alberto Quario
- Luigi Radice
- Claudio Ranieri
- Massimo Rastelli
- Edoardo Reja
- Enzo Robotti
- Antonio Sala
- Manlio Scopigno
- Leonardo Semplici
- Arturo Silvestri
- Nedo Sonetti
- Óscar Tabárez
- Attilio Tesser
- Mario Tiddia
- Lauro Toneatto
- Giovanni Trapattoni
- Renzo Ulivieri
- Fernando Veneranda
- Gian Piero Ventura
- Zdenek Zeman
- Walter Zenga
- Gianfranco Zola

### Vereinsrekorde
- In der Serie A:
  - Höchster Sieg: Varese Calcio SSD – Cagliari Calcio 1:6 in der Saison 1969/70, Torino Calcio – Cagliari Calcio 0:5 1992/93, Cagliari Calcio – Sampdoria Genua 5:0 1998/99, Cagliari Calcio – FC Empoli 5:1 1998/99, Cagliari Calcio – FC Bologna 5:1 2008/09, Cagliari Calcio – AS Rom 5:1 2010/11
  - Höchste Niederlage: SSC Neapel – Cagliari Calcio 5:0 1974/75, Sampdoria Genua – Cagliari Calcio 5:0 1994/95, US Palermo – Cagliari Calcio 5:0 2014/15, Cagliari Calcio – SSC Neapel 0:5 2016/17
  - Spiele mit den meisten Toren: Cagliari Calcio – Sampdoria Genua 5:3 1975/76, SSC Neapel – Cagliari Calcio 6:3 2008/09, Udinese Calcio – Cagliari Calcio 6:2 2008/09, CFC Genua – Cagliari Calcio 5:3 2009/10, Cagliari Calcio – AC Florenz 3:5 2016/17, Sassuolo Calcio – Cagliari Calcio 6:2 2016/17
  - Rekordspieler in der ersten Liga (Serie A): 1. Daniele Conti 343 Einsätze – 2. Nené 311 Einsätze – 3. Luigi Riva 289 Einsätze – 4. Pier Luigi Cera 240 Einsätze
  - Rekordtorschütze: Luigi Riva 156 Tore in der Serie A (und 8 Tore in der Serie B)

### Europapokalbilanz
| Saison  | Wettbewerb                    | Runde         | Gegner             | Gesamt    | Hin     | Rück    |
| ------- | ----------------------------- | ------------- | ------------------ | --------- | ------- | ------- |
| 1969/70 | Messestädte-Pokal             | 1. Runde      | Aris Saloniki      | 4:1       | 1:1 (A) | 3:0 (H) |
| 1969/70 | Messestädte-Pokal             | 2. Runde      | FC Carl Zeiss Jena | 0:3       | 0:2 (A) | 0:1 (H) |
| 1970/71 | Europapokal der Landesmeister | 1. Runde      | AS Saint-Étienne   | 3:1       | 3:0 (H) | 0:1 (A) |
| 1970/71 | Europapokal der Landesmeister | 2. Runde      | Atlético Madrid    | 2:4       | 2:1 (H) | 0:3 (A) |
| 1972/73 | UEFA-Pokal                    | 1. Runde      | Olympiakos Piräus  | 1:3       | 1:2 (A) | 0:1 (H) |
| 1993/94 | UEFA-Pokal                    | 1. Runde      | Dinamo Bukarest    | 4:3       | 2:3 (A) | 2:0 (H) |
| 1993/94 | UEFA-Pokal                    | 2. Runde      | Trabzonspor        | (a)1:1(a) | 1:1 (A) | 0:0 (H) |
| 1993/94 | UEFA-Pokal                    | 3. Runde      | KV Mechelen        | 5:1       | 3:1 (A) | 2:0 (H) |
| 1993/94 | UEFA-Pokal                    | Viertelfinale | Juventus Turin     | 3:1       | 1:0 (H) | 2:1 (A) |
| 1993/94 | UEFA-Pokal                    | Halbfinale    | Inter Mailand      | 3:5       | 3:2 (H) | 0:3 (A) |

Gesamtbilanz: 20 Spiele, 9 Siege, 3 Unentschieden, 8 Niederlagen, 26:23 Tore (Tordifferenz +3)

### Ligazugehörigkeit
| Liga    | Jahre | Zuletzt | Aufstieg                                                            | Abstieg                                                      |
| ------- | ----- | ------- | ------------------------------------------------------------------- | ------------------------------------------------------------ |
| Serie A | 43    | 2023/24 | –                                                                   | ▼ 5 (1975/76, 1982/83, 1996/97, 1999/2000, 2014/15, 2021/22) |
| Serie B | 30    | 2022/23 | ▲ 6 (1963/64, 1978/79, 1989/90, 1997/98, 2003/04, 2015/16, 2022/23) | ▼ 4 (1934/35, 1947/48, 1959/60, 1986/87)                     |
| Serie C | 14    | 1988/89 | ▲ 4 (1930/31, 1951/52, 1961/62, 1988/89)                            | ▼ 1 (1939/40)                                                |